# Middle Ground (Maroon 5)
Middle Ground is een nummer van de Amerikaanse band Maroon 5 uit 2023.
"Middle Ground" is een ballad die gaat over tegenstellingen in een relatie en zoeken naar overeenkomsten. Ook is het een aanklacht tegen alle polarisatie in de wereld. Het nummer bereikte de Amerikaanse Billboard Hot 100 niet, maar haalde wel de 32e positie in de Digital Songs-lijst van Billboard. In tegenstelling tot veruit de meeste vorige singles van Maroon 5, werd "Middle Ground" in Nederland geen hit; het bereikte de 22e positie in de Tipparade.

## Tracklijst
- Muziekdownload

1. "Middle Ground" - 3:39